# Spomenik žrtvam stalinistične represije
Vlak bolečine ali spomenik žrtvam stalinistične represije je spomenik v Kišinjevu v Moldaviji, posvečen v spomin na žrtve politične represije v času stalinizma. Leta 1990 so na Central Station Squaru izdelali začasno stelo v spomin na množične deportacije v sovjetski Moldaviji v letih 1940–1951. Leta 2013 je bilo na tem mestu dokončano trajno obeležje. Kiparski element je bil sestavljen v Belorusiji.